# Hala Wołoszyńska

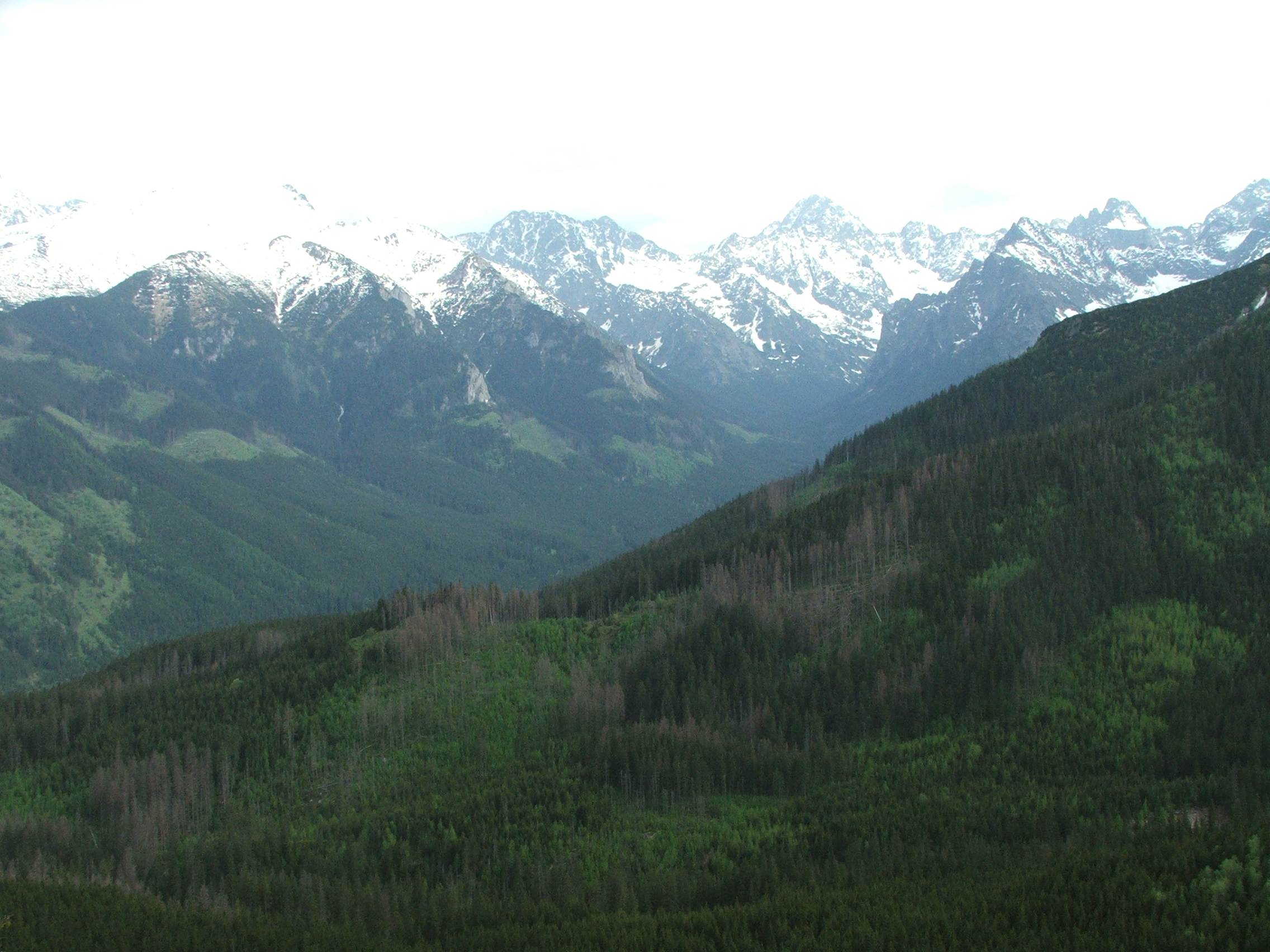
Dawniej wypasane zbocza Wołoszyna (na pierwszym planie)

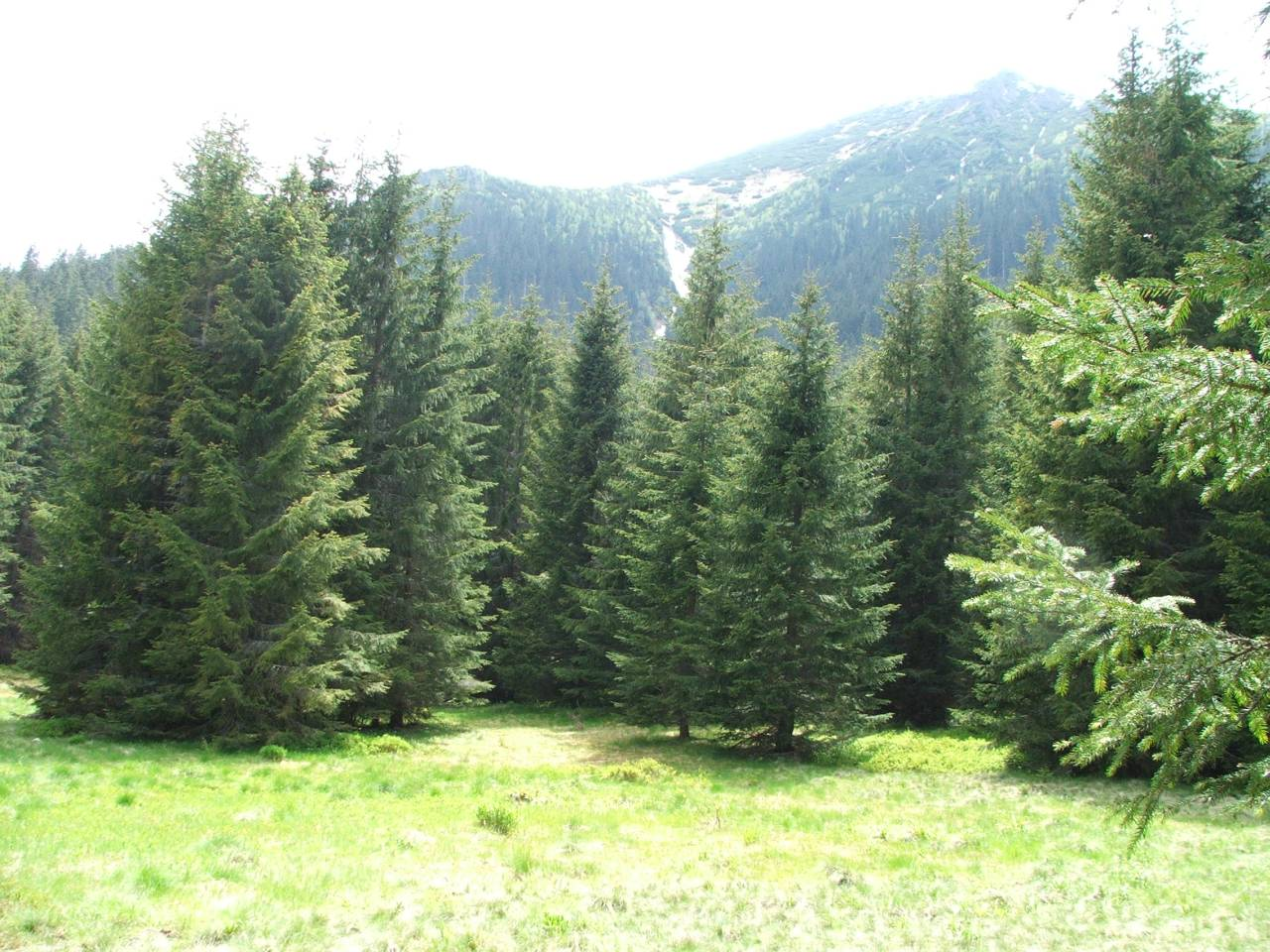
Zarastająca lasem Polana pod Wołoszynem

Hala Wołoszyńska lub Hala Wołoszyn – dawna hala pasterska w polskich Tatrach Wysokich. Obejmowała północne stoki Wołoszyna i prawie cały jego grzbiet. Początkowo hala ta obejmowała również tereny, które potem wydzielono w odrębne hale: Roztoka i Pięć Stawów. Główną polaną tej hali była Polana pod Wołoszynem – stał na niej szałas i szopy. Ponadto do hali tej należała jeszcze Niżnia Polana pod Wołoszynem, znajdująca się po wschodniej stronie drogi z Palenicy Białczańskiej do Morskiego Oka.
Wypas na Wołoszynie powodował duże zniszczenia lasu, jego zbocza zaś mają dużą wartość przyrodniczą. Żyją tutaj świstaki i kozice, mają swoje gawry niedźwiedzie, licznie występują jelenie. Skałki porasta bogata roślinność alpejska. W wyniku porozumienia TPN z właścicielami jeszcze na kilka lat przed wykupieniem hali zniesiono wypas na zboczach Wołoszyna, traktując go jako ścisły rezerwat przyrody. Bardzo korzystnie wpłynęło to na stan roślinności i zwierzyny w tym rejonie. Po wykupie hali w latach 1961–1964 całkowicie zniesiono pasterstwo na Hali Wołoszyńskiej oraz na sąsiedniej Hali Waksmundzkiej. Jest to obecnie duży obszar ochrony ścisłej, stanowiący jedną z głównych ostoi dużych tatrzańskich ssaków.

## Szlaki turystyczne
Na Polanie pod Wołoszynem spotykają się dwa szlaki:
 – czerwony z Toporowej Cyrhli przez Psią Trawkę, Rówień Waksmundzką, Polanę pod Wołoszynem i Wodogrzmoty Mickiewicza do Morskiego Oka.
- Czas przejścia z Toporowej Cyrhli na polanę: 2:50 h, z powrotem 2:25 h
- Czas przejścia z polany nad Morskie Oko: 2:05 h, z powrotem 2 h

 – czarny szlak łącznikowy z Polany pod Wołoszynem na Rusinową Polanę. Czas przejścia w obie strony: 25 min